# Kangoo Juniors
Kangoo Juniors est une série télévisée d'animation française en 104 épisodes de 13 minutes, créée par Thibaut Chatel, Jacqueline Monsigny, Frank Bertrand, et diffusée à partir de mars 2002 sur Fox Kids et rediffusée sur Canal J, dans TF! Jeunesse sur TF1, et rediffusée dès le 25 juin 2012 sur France 5 dans Zouzous.

## Synopsis
Cette série met en scène les aventures de cinq jeunes kangourous, appelés les Kangoo, dans une école de l'île appelée School Island, située dans l'archipel du Grand West. Il y a six îles dans l'archipel : Le Grand West, Le Mysialand, School Island, L'île du diable, la Sierra Kangoo et Danger City.
Les Kangoo Juniors (Napo, Nelson, Archie, Kevin et Junior) excellent en tant que joueurs de basket-ball avec Napo en tête. Leurs pires ennemis sont la Bande des Cinq et ils étudient tous dans la petite école de School Island. Dans la saison 1, ils sont en CM1. Il y a beaucoup de jeunes élèves et les Kangoo sont très appréciés des élèves et des professeurs.

## Personnages

### Personnages principaux
Ce sont les héros de la série, ils sont les stars et les vedettes de School Island, avec Napo en tête et les pires ennemis de la bande des cinq.
- Napo est le meneur de l'équipe de basket, et c'est le meilleur au rebond. Sa couleur est le rouge/magenta. Il est âgé de 9 ans, il est autoritaire envers celui qui conteste ses ordres, surtout de la part de ses amis les Kangoo. Il tient aussi parfois tête aux professeurs quand certaines situations se présentent. Ses amis peuvent toujours compter sur lui en cas de souci et réciproquement. Napo a un caractère de leader bien affirmé et il n'hésite pas à se mettre en colère quand la bande des 5 va trop loin. Napo a un talent pour la récitation.

- Nelson est le génie de la technologie. Sa couleur est le blanc. Il est âgé de 9 ans, c'est un camarade généreux, charmant et serviable. Il est proche de Junior et Archie et c'est souvent lui qui retient Kevin quand celui-ci se met en colère, Nelson est également la voix sage de la bande, mais c'est également le plus effacé. Il aime la physique-chimie, avec une préférence pour les expériences, malgré le peu de valorisation du personnages dans la série, il reste un personnage très attachant (une idylle entre lui et Tiffanie aurait dû être mis en avant, à l'origine, mais l'idée n'a malheureusement pas été gardée). Au basket, sa spécialité est le lancer franc, il est souvent utilisé en défense en raison de sa rapidité. Nelson a deux talents: le chant et les inventions.

- Archie est le génie scientifique de la bande. Sa couleur est le jaune safran. Il est âgé de 10 ans, c'est le plus intelligent et le plus apprécié des Kangoo. Archie est le meilleur en mathématiques et c'est d'ailleurs le premier de sa classe. Il est également proche de Nelson et de Junior, on les voit tous les trois le plus souvent ensemble. Il arrive souvent à résoudre la plupart des enquêtes auxquelles la bande est confrontée, même les plus complexes. Son point fort au basket est le dribble. Archie a deux talents: le dessin et les inventions.

- Kevin est le plus bagarreur de la bande et le plus fort. Sa couleur est le noir. Il est âgé de 10 ans. C'est le moins apprécié du groupe en raison de son caractère, pourtant, il reste populaire, ainsi que la vedette de l'équipe adverse. Bon cœur et bon camarade, Kevin a un bon sens de la justice et se révolte de la méchanceté de la bande des 5, d'ailleurs il n'hésite pas à leur flanquer une bonne correction. Kevin rêve d'être le chef à la place de Napo dont il est proche. Kevin n'a pas de talent particulier, si ce n'est qu'il est le plus doué pour le sport.

- Junior est le plus jeune et le plus habile de l'équipe. Sa couleur est le bleu maya. Il est âgé de 7 ans, il est le chouchou de l'école et assez apprécié par les professeurs et autres élèves, malgré cela, il est souvent le souffre-douleur de la bande des 5. Les Kangoo sont toujours là pour le défendre, il est d'ailleurs très proche de Nelson et Archie qu'il considère comme ses grands frères. Il est toujours avec son doudou bleu et il ne supporte pas qu'on lui vole. Junior a un talent pour la danse.

- Tiffanie est la fille de Samy le professeur de sport, elle est blonde aux yeux bleus, elle est âgée de 7 ans, elle est proche de Junior. C'est la meilleure amie des Kangoo Juniors et elle les suit partout où ils vont. Dans la saison 1 elle ne joue pas au basket, sauf dans la saison 2 ou elle fait équipe, (une idylle entre elle et Nelson aurait dû être mis en avant, à l'origine, mais l'idée n'a malheureusement pas été gardée, même si certaines scènes peuvent montrer un certain rapprochement entre les deux personnages).

- Alex est la meilleure amie des Kangoo Juniors qu'elle a connu à la crèche, elle est rousse aux yeux verts, sa couleur est le violet/magenta. Elle est âgé de 7 ans, elle a du mal à s'entendre avec Tiffanie qui est jalouse d'elle, mais elles finiront par devenir amies. Elle semble avoir un faible pour Junior, comme on peut le constater dans l'épisode 37 de la saison 2 (Pour les beaux yeux d'Alex). Passionnée d'arts martiaux, elle est ceinture bleue, elle est aussi costaud. C'est un vrai garçon manqué, il lui arrive de mettre KO la bande des 5.

### Personnages opposants
Ce sont les ennemis des Kangoo Juniors. Ils sont plus âgés que les héros et ce sont les moins bons joueurs de l'archipel. Ils cherchent sans arrêt les Kangoo afin de les faire renvoyer définitivement de l'école, et se plaignent souvent lorsque ceux-ci réussissent.
- Didi Die est le chef : c'est lui qui prend toutes les décisions. Il est âgé de 10 ans et ne supporte pas du tout Napo et ses amis. Quand il s'allie avec eux dans les mauvaises situations, il ne supporte pas que Napo donne des ordres pour se sortir des affaires et prétend toujours trouver de meilleures solutions. Il s'allie parfois aux Kangoo (Pour la Jolie Dame, Monsieur Walter prend sa retraite, Le Maître du Jeu). Bien qu'il soit le chef de sa bande, Didi semble être moins futé que son frère et ses amis.

- Marcos Die est le frère jumeau de Didi. Il aime bien obéir à son frère et il est proche de celui-ci, bien qu'il se montre moins énervé que lui. C'est également le plus rapide du groupe. Il est âgé de 10 ans et se bat souvent avec Kevin dans les batailles mais il se fait facilement expulser. Il lui arrive de le battre malgré tout.

- Vipvip est la cousine de Didi et Marcos et aussi la nièce de Madame Die, c'est la plus intelligente du groupe. Elle est âgée de 8 ans. Elle prend parfois le rôle de chef quand Didi est absent. Elle voue aussi une haine envers Tiffanie car elle est jalouse de sa beauté et se bat souvent avec Junior et Tiffanie de temps en temps. Elle va souvent avec Didi pour les missions. Elle s'entend bien avec Rox et il arrive qu'elles deviennent amies avec Tiffanie, Alex et Daisy (comme dans Pyjama party et La grande braderie).

- Roby (Robbie) est le petit gros de la bande et le fils du sultan. Il est âgé de 9 ans et se bagarre souvent avec Nelson mais celui-ci ne se laisse pas faire. Robbie est fier de son origine orientale et il est souvent gâté par son père, le sultan du Birbakra. Malgré son gabarit, il est parfois peureux et pleurnichard, surtout dans la saison 2.

- Roxane (Rox) est la petite amie de Robbie. Elle est âgée de 10 ans et se plaint souvent, elle semble être la plus discrète de la bande à Didi Die et ne dit pas grand chose. Elle déteste les Kangoo Junior et quand elle lui arrive quelque chose, elle n'hésite pas à le dire à Didi, ce qui engendre certains conflits. Elle se bat avec Archie dans les batailles. Cependant elle trouve toujours du réconfort auprès de Robbie et peut toujours compter sur lui. Elle lui arrive tout de même que dans certains épisodes, Pyjama party et La grande braderie, elle et Vipvip se lient d'amitié avec Tiffanie, Alex et Daisy.

### Personnages secondaires
- Jimmy McConnor Jr. est le fils du Président du Grand West. C'est l'un des meilleurs amis des Kangoo Juniors.

- Daisy Wayne est une autre amie des Kangoo Juniors et elle est la fille adoptive du vice-président du Grand West. Elle est aussi secrètement amoureuse de Napo et aime être proche de lui car elle se sent en sécurité.

- Hector est un élève handicapé. Il doit sa présence à l'école aux Kangoo Juniors. Grâce à leur action, ils ont convaincu M. Walter le directeur pour qu'il puisse prendre des cours à la petite école de School Island. Il retrouve l'usage de ses jambes dans l'épisode 46 de la saison 2, Hector est comme les autres.

- Quentin est un élève ami des Kangoo Juniors et de Tiffanie. Comme Robbie, il est d'origine marocaine. Il est proche de Junior dans certains épisodes. Il est absent de beaucoup d'épisodes.
- Tom est un élève de School Island, il est facilement reconnu avec sa casquette et sa veste vert foncé.

### Personnages de certains épisodes
- Sally Rose Simpson est une petite fille blonde, dont le père est toujours en voyage d'affaires. Elle n'apparaît que dans l'épisode Une petite fille trop gâtée. Elle est soutenue par Kevin mais elle refuse son aide. L'épisode finit lorsque Sally Rose se lie d'amitié avec Kevin et les autres Kangoo.

- Rodrigo le Corsaire apparaît dans l'épisode Le Fantôme de School Island il se bat avec la bande des 5 qui lui volent ses trésors et tous ses bijoux dans un vieux bateau où les Kangoo Juniors s'étaient réfugiés. L'épisode finit quand Napo retrouve tous les objets volés et les remet au fantôme. Dans Vol en série, il décide de voler des biens de l'école mais Napo et Kevin vont le surprendre en train d'hypnotiser le shérif.

- Séphira est un personnage qui n'apparaît qu'une fois dans la série. C'est une sirène de couleur rose et bleue. Dans l'épisode La Jolie sirène, celle-ci sauve la vie de Junior d'une noyade dans la mer.

- Florinda Lationi est la meilleure amie d'enfance de M. Walter. Elle n'apparaît qu'une seule fois dans la saison 1 dans l'épisode La chorale où elle tombe sous le charme de Nelson et de Tiffanie en les auditionnant dans une chorale afin de monter le spectacle de la Belle au bois dormant, mais elle apparaît également deux fois dans la saison 2.

- Riton est le fils de Madame Marthe et le neveu du père Mathieu. Il n'apparaît que dans l'épisode Le fugitif et les Kangoo Juniors l'aident à prouver son innocence lors d'un vol de billets de 1000 dollars westlandais volés dans une caisse de supermarché.

### Autres équipes de basket-ball
- Les Manhattan viennent de Paradisville.
- Les petits gars sont originaires de Westland et sont les deuxièmes meilleurs joueurs du pays.
- Les Titans est l'équipe benjamine de l'archipel du grand Ouest.
- Les minis pirates est une équipe forte de l'archipel du Nord.
- Les crocos juniors est la version enfants des Crocos de SOS Croco et une équipe qui vient du désert, près de la ville inconnue.

### Professeurs et le directeur
- Le Professeur Tulipe est le paléontologue très apprécié des Kangoo.
- Al Walter est le directeur de School Island et professeur de mathématiques. Il est le frère du journaliste sportif Roy Walter qui lui ressemble beaucoup d'ailleurs.
- Madame Pamela Die est la femme de Balthazar Die, la mère de Didi et Marcos, et la tante de Vipvip, ainsi que la professeure de français. Elle n'apprécie pas du tout les Kangoo mais c'est une bonne professeur et elle peut avoir parfois des moments de gentillesse.
- Miss Adélaïde est la professeure d'histoire et la fille du Roi Gaëtan III, elle est donc la Princesse du Mysialand.
- Samy est le père de Tiffanie et professeur de sport à gros bide casquette. Il adore les Kangoo qui se donnent toujours beaucoup au basket. Il est également très protecteur de sa fille Tiffanie et l'appelle affectueusement ''ma petite perle''.

### Autres personnages
- Balthazar Die est le mari de Pamela Die et le père de Didi et Marcos. C'est un riche propriétaire de casino à Danger City, d'un égoïsme semblable à celui de ses fils, bien qu'il fasse des dons financiers et en nature réguliers à l'école de School Island.
- Papi Die est le grand-père de Didi et Marcos et le père de Balthazar. Il est marin mais son bateau est une véritable épave. Il est aussi malhonnête que le reste de la famille.
- Django est l'oncle maternel des Kangoo Juniors et leur tuteur.
- Le père Mathieu est un marin et est le frère de Madame Marthe. Lui et sa sœur ont un accent belge.
- Le sultan est le père de Robbie.
- Le président du Grand West est le père de Jimmy.
- Gaëtan III est le roi du Mysialand et le père de Miss Adélaïde.
- Madame Aline est la mère d'Hector.
- Madame Marion dirige une boutique de fourniture scolaire dans l'île, elle a un petit faible pour Napo et lui offre souvent des caramels au lait.
- Madame Marthe est la cantinière de l'école de School Island et la sœur du père Mathieu. Elle et son frère ont un accent belge.
- Gaspard est le mari de Madame Marion. Il travaille comme homme à tout faire dans l'école. C'est grâce à Napo qu'il a obtenu cet emploi (saison 1 Épisode 17 : Pour la jolie dame)
- Le shérif de School Island est le frère de Madame Aline et l'oncle d'Hector.
- Titou est le bébé de Gaspard et de Madame Marion. Il aime bien les Kangoo.
- Roy Walter le journaliste et frère de Al Walter.

## Lieux de l'archipel
- School Island est l'île avec l'école dans laquelle vivent les Kangoo Juniors, la Bande des Cinq avec tous les autres professeurs et élèves.
- La Sierra Kangoo est l'île où vit Django (un parent des Kangoo) et où les Kangoo passent leurs vacances.
- Danger City est la ville où vivent Balthazar et Papy Die.
- Le Mysialand est la grande île où règne le roi Gaëtan III.
- Paradisville est la ville dans laquelle se trouve le Président du Grand Ouest.
- Paradisland est le parc d'attractions de Paradisville.
- La colline sacrée est la zone où gouverne le Sultan, le père de Robbie.
- L'île du Soleil est l'île où a été adoptée Daisy Wayne.
- Westland est le pays dirigé par le père de Jimmy.

## Distribution
- Brigitte Lecordier : Napo, Rox, Daisy, Sally, voix additionnelles
- Blanche Ravalec : Alex, Kevin, Miss Adélaïde, Mme Marth, Vipvip
- Valérie De Vulpian : Junior, Tiffanie, Pamela Die, Mongolino (épisode 80)
- Franck Lascombe : Nelson, Roby, Jimmy McConnor, Gaspard, voix additionnelles
- Jean-Claude Montalban puis Guillaume Lebon : Archie, Quentin
- Alexandre Aubry : Didi Die, Marcos Die
- Roger Carel : le directeur Walter, voix additionnelles
- Benoît Allemane : Samy, Balthazar Die, Django, le père Mathieu, voix additionnelles

## Épisodes

### Diffusion internationale
| Pays                | Chaines                                                 |
| ------------------- | ------------------------------------------------------- |
| France              | Fox Kids, Canal J, TF1, France 5                        |
| Algérie             | Télévision Algérienne, Echorouk TV, Djurdjura TV        |
| Australie           | Network 10, Fox Kids, SBS Two, ABC3, Nick Jr., ABC Kids |
| Inde                | Nick Jr.                                                |
| Émirats arabes unis | MBC 3                                                   |
| Japon               | Cartoon Network                                         |
| Espagne             | Nickelodeon                                             |
| Chili               | Canal 13                                                |
| Roumanie            | Minimax                                                 |
| Hongrie             | TV2, M2                                                 |
| Croatie             | Minimax                                                 |
| Indonésie           | Spacetoon                                               |
| Italie              | Rai 2                                                   |

## Production
Kangoo Juniors est produite à la suite du succès des Kangoo. Les deux sont signées AB Productions. En plus des sitcoms (Les Filles d'à côté, Hélène et les Garçons ou Les Années fac) et Dorothée, la société créée par Jean-Luc Azoulay et Claude Berda est à l'origine de nombreuses séries d'animation via son studio (Animage) : Chris Colorado, L'École des champions SOS Croco ou Triple Z. La série est diffusée pour la première fois en mars 2002 sur Fox Kids. Des produits dérivés sont créés sous forme de peluches et de figurines, les seuls personnages disponibles étaient: Napo, Archie et Junior. Une troisième saison des Kangoo Juniors était également à l'idée en 2008 et en cours de développement en 2009, mais elle ne verra jamais le jour.
En 2015, une bande-annonce du retour des personnages sous le nom de Space Kangoo est dévoilée, une version en 3D et l'histoire se situe dans l'espace, mais ce retour ne fait pas l'unanimité, particulièrement par l'absence d'un des héros : Nelson, un personnage qui était indispensable dans la série et que les développeurs ont vite oubliés[réf. souhaitée]. Beaucoup de fans ont fait la remarque, un commentaire en anglais soulignera également cette absence et cette discrimination vis-à-vis du personnage[réf. nécessaire]. 

## Produits dérivés

### Cassettes et DVD
En France, une sortie DVD est effectuée le 24 mars 2005 par AB Groupe.

### Bandes dessinées
- Tome 1 : School Island en péril : Le professeur Tulipe arrive à School Island à la plus grande joie des Kangoo Juniors et leur fait part de son invention : une machine à changer la météo. Napo décide de s'en servir, mais malheureusement tout retombe sur la bande des cinq qui, pour cette fois, n'avait pas fait une seule bêtise.

- Tome 2 : Quelle mouche te pique ? : En revenant de vacances, Didi et son frère Marcos ramènent en secret une mouche tsé-tsé qui a la particularité d'endormir celui qui se ferait piquer par celle-ci. Les jumeaux la nomment Diabolika, et décident de s'en servir contre les Kangoo Juniors.